# Sebastià Anton Pascual i Inglada
Sebastià Anton Pascual i Inglada   (Vilanova i la Geltrú, 26 de juny de 1807 - Banhèras de Luishon, 16 d'agost de 1872) fou un advocat i col·leccionista català.

## Biografia
Era fill de Manuel Pascual i Pascual i de Francesca Inglada i Borràs, ambdós de Vilanova i la Geltrú, on es van casar el 1803. Va iniciar els seus estudis com a intern al Seminari Conciliar de Barcelona, i després va cursar Dret a les Universitats de Cervera i de València, on va obtenir el grau de batxiller en lleis el 1827 i la llicenciatura en Dret Civil el 1833. Va establir el seu bufet d'advocat a Tarragona i el 1842 es va casar amb Maria de l'Assumpció de Bofarull i de Plandolit, filla de Francesc Policarp de Bofarull i Morell i de Maria Antònia de Plandolit i Gustà. El 1844 es va establir a Barcelona, i el 1845 va ser nomenat membre de la Junta de Govern del Banc de Barcelona, del qual va ser director des del 1853 fins a la seva mort.

## Col·lecció d'art
Va acumular milers d'objectes, donant preferència a la pintura i atresorant al llarg dels anys una col·lecció que superava el miler d'obres. Per a poder instal·lar les seves graduals adquisicions va remodelar la seva casa al carrer d'en Xuclà, 19-21 de Barcelona. En la disposició de la seva col·lecció va mantenir la subdivisió clàssica entre de «pintura antiga» i «pintura moderna», aquesta última formada bàsicament per autors contemporanis del segle xix. A l'apartat de pintura antiga comptava amb autors de l'escola espanyola, italiana i flamenca entre d'altres. Va pensar detingudament com exhibir les seves possessions en voler aportar llum zenital a determinades sales que aportessin claror sense que la llum afectés directament les teles. Aquesta manera de fer sembla que influí el polític i escriptor Víctor Balaguer i Cirera a l'hora de dissenyar els espais del seu museu a Vilanova i la Geltrú (Biblioteca Museu Víctor Balaguer), on també farien una clara distinció entre pintors antics i moderns, i on obririen un lluernari al bell mig del sostre de la pinacoteca, cobrint-lo amb un velum per a matisar la incidència directa del sol sobre els quadres.
La col·lecció de Pascual es coneix gràcies a la conservació d'un inventari complet, per al qual s'ha sabut que la xifra concreta era de 1256 pintures. No s'ha localitzat, però, cap imatge del gran saló amb il·luminació zenital.